# Battaglia di Montemaggiore
La battaglia di Montemaggiore è stata combattuta sulla modesta altura di monte Maggiore il 4 maggio 1041, a breve distanza dalla riva sinistra del fiume Ofanto, in una landa lontana da qualsiasi centro abitato, in prossimità di alcuni tratturi utilizzati durante la transumanza degli armenti, nel settore meridionale della Capitanata. Fu la seconda delle grandi battaglie campali nell'Apulia, combattute dai Bizantini contro gli alleati Normanni e Longobardi, dopo la battaglia di Olivento.
Nella zona esiste la Torre Alemanna, un complesso monumentale che risale al XIII secolo, situato presso il Borgo Libertà, frazione di Cerignola.

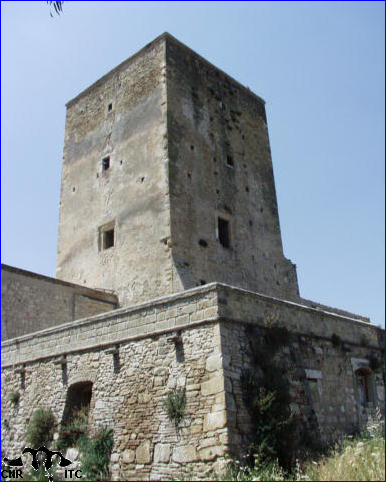
Veduta della Torre Alemanna, costruita nel XIII secolo a breve distanza dal luogo della battaglia di Montemaggiore.

Il luogo non va confuso con l'omonimo monte situato nella stessa provincia di Foggia, ma nel comune di Orsara di Puglia.

## Quadro storico
Il Meridione in questo periodo è abitato da popolazioni che professano religioni eterogenee. La coesistenza fra musulmani, Bizantini e Longobardi determina conflitti politici, strappi nel tessuto etnico, variazioni nella vita della società. Le popolazioni del Catepanato bizantino d'Italia e della Campania conservano il Cristianesimo Romano. I principi longobardi amministrano Capua, Benevento e Salerno. Il Ducato di Sorrento e le città-stato di Napoli e di Gaeta manifestano autonomia. I fedeli della Calabria praticano il Cristianesimo d'Oriente e gli emiri arabi dominano la Sicilia, con popolazione che pratica il culto islamico, e piccoli nuclei latini d'ispirazione cristiana Romana.
Questa situazione favorisce la penetrazione dei Normanni, che hanno una forte coesione tra di loro e sfruttano l'antagonismo fra i potenti. L'armigero Arduino di Milano valuta che il territorio dell'Apulia è quasi sguarnito di truppe bizantine, perché le stesse sono impegnate in Sicilia contro i Saraceni, e si procura l'appoggio del principe Guaimario V di Salerno, il quale vuol liberarsi dal giogo bizantino. Arduino, di conseguenza, passa al fronte dei rivali Normanni e si reca ad Aversa. Qui incontra Rainulfo Drengot, conte di Aversa e padrone della Terra di Lavoro, che ha riunito trecento cavalieri normanni e un migliaio di fanti.
Essi rispondono a dodici condottieri alleati, tra cui i normanni Guglielmo d'Altavilla, Drogone d'Altavilla, Umfredo d'Altavilla e il condottiero Ugo Tutabovi; il longobardo Atenolfo di Benevento e Argiro (figlio di Melo di Bari). A costoro Arduino propone di cacciare i Bizantini dalla regione, promette la metà delle terre conquistate e propone Melfi come quartier generale.
Guglielmo di Puglia rileva che i Normanni iniziano il reclutamento e l'inglobamento delle forze locali ed accolgono gli elementi più turbolenti del vicinato tra le proprie file. La testimonianza dell'Anonimo Vaticano, invece, rende evidente che la popolazione locale, longobarda o latina, si divide in due fazioni, con alcuni che passano dalla parte normanna ed altri che rimangono fedeli ai bizantini. Il Catepano d'Italia, Michele Dukeianos, perde la prima battaglia campale (battaglia di Olivento), scampa alla morte con pochi dei suoi e riesce a riparare a Bari, dove attende l'arrivo di truppe di rinforzo, con il proposito di attaccare di nuovo i Normanni.

## Schieramenti degli eserciti

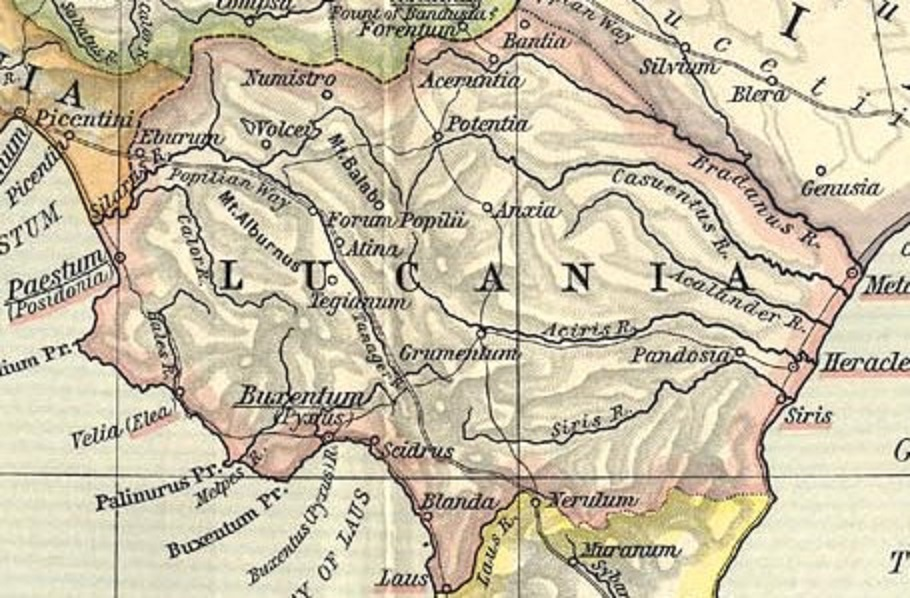
La regione storica della Lucania, divisa dalla Capitanata dal fiume Ofanto, sul quale si affaccia collina chiamata monte Maggiore, che dà il nome alla battaglia di Montemaggiore.

Ma già è pronto un nuovo grande esercito romeo, forte di 18 000 uomini, con i contingenti di Pissidi e Likaoni, che appartengono al tagma dei federati, costituito anche da cittadini dell'Apulia arruolati con la forza. Il comando è affidato al catapano d'Italia Michele Dokeianos (o Dulchiano). Ma il grande numero non deve meravigliare: De Blasiis scriverà che le milizie romee indigene ausiliarie, raccogliticce, schierate a fianco delle truppe regolari, gonfiano il numero, ma risultano d'impaccio.
Le truppe di Guglielmo Altavilla, invece, si trovano sempre in numero inferiore, ma sono meglio equipaggiate. I mercenari sono capeggiati da Atenolfo, fratello del principe di Benevento, con forze Longobarde e con il clan degli Altavilla, forte di duemila Normanni di Melfi.

## Svolgimento della battaglia
Il 4 maggio si combatte la  battaglia di Montemaggiore. La battaglia dura un giorno.
Gli ufficiali bizantini puntano su una strategia diversa ed attaccano ancora le truppe Normanne e Longobarde.
La coalizione alleata normanna e longobarda si accampa su di un rialzo del terreno e tiene una posizione favorevole sulla collina. Quando lancia la prima carica, i Greci cadono sotto i colpi di spada e di lancia. È un bagno di sangue.
L'organizzazione logistica delle armate normanne durante la campagna appare scarsa: non sono seguite da reparti organizzati per la sussistenza. Esse combattono su di un territorio dal quale traggono il sostentamento delle truppe, mediante azioni sistematiche di saccheggio. Amato da Montecassino scriverà che i Normanni catturano tutti i carriaggi, che i Greci portano in battaglia con le masserizie necessarie all'esercito, e rileva una certa meraviglia nei confronti di una pratica, che risulta sconosciuta ad un osservatore latino. I Bizantini combattono sul suolo amico, per cui le armate sono autosufficienti e, come elemento indispensabile dello schieramento, utilizzano il tuldon, cioè l'insieme dei carriaggi che trasportano i rifornimenti, gestiti da un apposito reparto, e scortati da militari della retroguardia.
Ancora una volta i Normanni sconfiggono definitivamente i Bizantini, nelle cui file milita anche il vescovo di Acerenza, Stefano, che muore in combattimento. Il Catepano Michele, sopraffatto di nuovo, ripara a Bari, ove attende l'arrivo di nuove truppe.
Si conclude, così, la seconda di tre battaglie, a cui seguirà la battaglia di Montepeloso (Irsina).

## Conseguenze della battaglia
Il contingente Normanno guidato da Arduino e Guglielmo Altavilla, rientra al quartier generale di Melfi e, con la complicità delle forze locali, ottiene il possesso dell'Apulia e dell'intera regione compresa tra la valle dell'Ofanto, del Biferno e di Matera. I normanni s'impadroniscono anche delle terre di Acerenza, dei borghi di Lavello, presso il fiume Ofanto, di Matera e Genzano, sulla via Herculea, ove costruiscono un castello (che andrà distrutto). In mano alla coalizione sono anche Venosa e Gravina.
La vittoria spinge altre popolazioni Longobarde della Capitanata a sollevarsi e conferisce Ascoli Satriano, come feudo di Guglielmo Fortebraccio, primogenito di Tancredi d'Altavilla (il quale morirebbe in questo periodo).
Dopo la  battaglia di Montemaggiore non si hanno più notizie di Arduino.
Le voci della continue sconfitte arrivano a Costantinopoli, ove il Basileus richiama Dulchiano e lo trasferisce in Sicilia, ed invia nell'Apulia il nuovo Catepano Exaugusto Bojiannes (Augusto Bugiano), figlio di Basilio secondo, con la speranza che ripeta le gesta del padre.